# Studentische Körperschaft der Universität Basel
Die Studentische Körperschaft der Universität Basel (skuba) ist die Studierendenvertretung an der Universität Basel. Sie vertritt die Interessen ihrer Mitglieder. Die skuba ist Mitglied des VSS (Verband der Schweizer-Studierendenschaften).

## Aufgaben
Die skuba nimmt verschiedenste Aufgaben innerhalb der universitären Selbstverwaltung wahr. Sie vertritt die «studierenden-, universitäts- und bildungspolitische Interessen in der Regenz und, in Übereinstimmung mit deren Reglementen, den Fakultäts- und Departementsgremien und den universitären Kommissionen sowie gegenüber den Behörden und der Öffentlichkeit». Zudem bietet die skuba verschiedenste Dienstleistungen für ihre Mitglieder an. Diese Dienstleistungen beinhalten:
- den Infomarkt zu Beginn jedes Herbstsemesters
- das Lernoullianum, ein Lernraum am Petersgraben 45 in Basel inkl. Sitzungszimmer
- eine Rechtsberatung
- ein eigenes Kulturlokal
- eine Tauschbibliothek
- Tutorate für Studierende

Auf nationaler Ebene gehört die skuba dem Verband der Schweizer Studierendenschaften an.

## Organisation
Das Studierendenparlament der skuba ist der Studierendenrat (SR). Der SR entscheidet über die hochschul- und bildungspolitische Ausrichtung der skuba. Er wählt den Vorstand und die Geschäftsführung, verfügt über die Budgethoheit, prüft die Jahresrechnung und unterstützt studentische Initiativen und Projekte mit Finanzbeiträgen. Gewählt wird der Studierendenrat in Majorzwahlen in einem Wahlgang. Die Fakultäten dienen als Wahlkreise.
Der Vorstand der skuba ist die Exekutive der Studierenden der Universität Basel. Er besorgt die täglichen Geschäfte und vertritt die skuba nach aussen und innen. Der Vorstand ist in verschiedene Ressorts aufgeteilt (Äussere, Inneres, Lehre und Qualitätssicherung, Kultur, Soziales). Der Vorstand wird durch ein Präsidium und Vizepräsidium geführt und repräsentiert. Des Weiteren hat die skuba eine Geschäftsführung angestellt.
Die fachspezifischen Studierendenvertretungender, die Fachgruppen (Fachschaften), sind (anders als beispielsweise an der Universität Zürich, aber ähnlich wie in Bern und Freiburg) ebenfalls als Organe der skuba ausgestaltet. Sie konstituieren sich nach Studienfächern oder -gängen und vertreten die spezifischen Interessen der Studierenden in den jeweiligen Fakultätsversammlungen und fakultäts- bzw. departementsspezifischen Kommissionen. Die Fachgruppen finanzieren sich durch einen Anteil der durch die skuba erhobenen Mitgliederbeiträge und werden anhand der angemeldeten Studierenden pro Fachgruppe verteilt.
Die skuba finanziert sich aus Mitteln des Globalbudgets der Universität Basel, aus den erhobenen Beiträgen der Mitglieder sowie aus sonstigen Einnahmen.

## Geschichte

Plakat für einen im April 1918 von der Studentenschaft Basel im Bernoullianum organisierten Vortrag von Carl Burckhardt.

Bereits in den Jahren 1868 und 1884 wurde erfolglos versucht, eine studentische Gesamtorganisation an der Universität Basel zu schaffen. Ab 1898 bestand ein Vertretungsmodell, welches die Korporationen begünstigte. Dieses scheiterte aber letztlich am Widerstand der freistudentischen Bewegung, welche mehr Rechte für die verbindungsfreien «Wilden» forderte.
Im Jahr 1918 wurde schliesslich die Studentenschaft der Universität Basel als öffentlich-rechtliche Körperschaft mit obligatorischer Mitgliedschaft und Gleichstellung aller Studierenden gegründet. In den folgenden Jahrzehnten bot sie  Dienstleistungen an (Zeitungslesesaal, Vortragsabende, Hochschulsport, Reisedienst), bemühte sich um das Erzielen von Studierendenrabatten und setzte sich hochschulpolitisch für die Errichtung einer Mensa oder mehr Stipendien ein. Vor und während des Zweiten Weltkriegs unterstützte die Studentenschaft die geistige Landesverteidigung (Stellungnahme zugunsten des obligatorischen militärischen Vorunterrichts 1940) und solidarisierte sich mit von den Nationalsozialisten verfolgten Studierenden der Universität Oslo. In den 1950er-Jahren engagierte sie sich antikommunistisch.
In den 1960er-Jahren politisierte sich die Studentenschaft immer mehr im linken Sinne. Ab 1969 hielt die studentische Linke, dominiert von der kommunistischen POB, die Mehrheit im Vorstand der Studentenschaft, ab 1971 auch im Studierendenparlament. Im Jahr 1973 klagten einige bürgerliche Studierende gegen die obligatorische Mitgliedschaft in der Studentenschaft und erhielten 1974 von Basel-Städtischen Appellationsgericht Recht.
Nach dem Ende des Obligatoriums wurde die studentische Vertretung an der Universität Basel von zwei Organisationen wahrgenommen: Die bisherige Studentenschaft wandelte sich in einen privaten Verein unter dem Namen Verband Studentenschaft Basel (StuB) um. Daneben bestand ein gewählter Studentenrat (in dem die StuB eine unter mehreren politischen Gruppierungen darstellte) als rein universitäres Organ ohne Rechtspersönlichkeit. Ab 1981 erhielt der Studentenrat immerhin wieder einen eigenen Fonds von 20'000, wobei die Rechnung universitär genehmigt werden musste.
Die skuba in ihrer heutigen Form – als wiedergegründete öffentlich-rechtliche Körperschaft – existiert seit 1996 und wird durch den Vertrag zwischen den Kantonen Basel-Landschaft und Basel-Stadt über die gemeinsame Trägerschaft der Universität Basel sowie das Statut der Universität Basel begründet.